# Mondialisation
Ne doit pas être confondu avec mondialisme.
Le terme de mondialisation ou globalisation correspond à un libre échange[style à revoir] des marchandises, des capitaux, des services, des personnes, des techniques et de l'information. Il désigne le processus d'intégration des marchés et de rapprochement des humains qui résulte notamment de la libéralisation des échanges, du développement des moyens de transport de personnes et de marchandises, et des retombées des technologies de l'information et de la communication (TIC) à l'échelle planétaire. Elle se manifeste, outre l'interdépendance croissante des économies (mondialisation économique) et l'intensification de la concurrence, par l'expansion des échanges et des interactions humaines.
Selon Olivier Dollfus, « la mondialisation, c'est l'échange généralisé entre les différentes parties de la planète, l'espace mondial étant alors l'espace de transaction de l'humanité ».
La revue Sciences humaines considère que la mondialisation peut avoir plusieurs définitions selon l'interprétation des pouvoirs publics, des entreprises et des consommateurs concernés. Pour les pouvoirs publics, la mondialisation correspond aux différentes relations d'échange de marchandises, de services, de devises, de capitaux et de personnes au niveau international. D'un autre côté, les entreprises la conçoivent comme le moyen de manager aussi bien les activités du processus de fabrication des produits depuis la conception jusqu'à la vente au consommateur final que les activités de leurs branches dans les pays d'accueil. Pour les consommateurs finalement, la mondialisation correspond à la possibilité pour eux d'accéder à un ensemble diversifié de biens et de services fabriqués dans plusieurs pays différents.
Malgré la croissance sans précédent de la richesse mondiale depuis la Seconde Guerre mondiale jusqu'à 1973 (la fin des Trente Glorieuses), depuis les années 1980 selon la Banque mondiale, la mondialisation provoque de plus en plus de mécontentements dans les pays développés. Depuis plusieurs années, le sentiment de déclassement économique et social s’accroit au sein d’une partie de la population dans plusieurs pays. De plus en plus de sceptiques émergent au sujet de la mondialisation et de ses conséquences notamment aux États-Unis, ironiquement, les principaux architectes de l’ordre économique post-Seconde Guerre mondiale.
Pour plusieurs auteurs cependant, l’analyse des faits indique que ces phénomènes, qui sont bien réels et importants, tendent à être exagérés. Les États-providences n'ont globalement jamais été aussi bien financés, l'emploi est à des niveaux records dans la majorité des pays développés, la pauvreté recule dans le monde et la social-démocratie des pays nordiques est toujours le modèle économique et social le plus performant avant les pays « néolibéraux ».

## Étymologie
En français, le mot est utilisé pour la première fois par Pierre de Coubertin, dans un article du Figaro daté du 13 décembre 1904, ainsi que l'a montré le géohistorien français Vincent Capdepuy. Il apparaît ensuite dans un ouvrage de Paul Otlet en 1916. Le mot désigne alors une appropriation à l'échelle du monde et s'inscrit dans une réflexion sur la réorganisation de la vie internationale après la guerre. Cependant, les occurrences restent rares durant l'entre-deux-guerres.
En 1907, dans le cadre d’une réflexion sur la place de l’ethnographie Arnold van Gennep parle d’« un « mondialisme » croissant » ; en 1933, il écrit : « car nous vivons en plein dans ce que je nommerai la Mondialisation de l'Humanité ». Les guillemets dans un cas, l'italique dans l'autre montrent que les mots sont nouveaux.
Après la Seconde Guerre mondiale le mot est employé de façon croissante.

## Définition: globalisation et mondialisation
« Avant, les événements qui se déroulaient dans le monde n'étaient pas liés entre eux. Depuis, ils sont tous dépendants les uns des autres »

— Polybe, IIe siècle av. J.-C.
La distinction entre ces deux termes est propre à la langue française. Au départ, d'un point de vue étymologique, comme pour le sens commun, monde (tiré du latin mundus : univers) et globe (tiré du latin globus : en tous sens) sont suffisamment proches a priori pour que mondialisation et globalisation soient synonymes dans leur emploi initial en langue française,.
En anglais, l'usage premier revient au terme « globalisation », repris d'ailleurs par la plupart des autres langues. Le terme anglo-Américain globalization recouvre largement le même débat que la variante sémantique francophone. Différentes personnes peuvent accorder telle ou telle nuance de sens aux termes employés, selon qu'ils mettent l'accent sur la dimension économique, culturelle ou politique, en fonction de leur appartenance, consciente ou non, à tel ou tel courant de pensée.
Le géographe Laurent Carroué, spécialiste de ces questions, plaide pour une distinction plus nette de ces deux termes. Pour lui, la mondialisation peut être définie comme le processus historique d'extension du système capitaliste à l'ensemble de l'espace géographique mondial. Il critique l'usage trop vague de globalisation.
En français, malgré la proximité de « globalisation » avec l'anglais, la particularité de « mondialisation » repose sur une divergence sémantique. D'après le sociologue Guy Rocher : « La mondialisation pourrait être définie comme l'extension à l'échelle mondiale d'enjeux qui étaient auparavant limités à des régions ou des nations. » Tandis que l'internationalisation « nous réfère aux échanges de diverses natures, économiques, politiques, culturels, entre nations, aux relations qui en résultent, pacifiques ou conflictuelles, de complémentarité ou de concurrence. » D'après lui « si l'on parle de mondialisation, on entend évoquer une autre réalité, contemporaine celle-là : l'extension de ces relations et de ces échanges internationaux et transnationaux à l'échelle du monde, conséquence de la rapidité toujours croissante des transports et des communications dans la civilisation contemporaine. Quant à la globalisation – un terme qui a la préférence du sociologue –, elle ferait référence à un système-monde au-delà des relations internationales, au-delà de la mondialisation, un fait social total au sens propre du terme, un référent en soi ».
L'intérêt pour la mondialisation se généralise également au cours des années 1990. Il s'agit de la vision d'un monde qui évolue peu à peu vers le « village global » décrit par Marshall McLuhan. Il s'agit de l'influence des mouvements antimondialistes et altermondialistes, qui attire l'attention du public sur l'ampleur et les conséquences du phénomène.
Dans le monde académique et particulièrement anglophone, la popularisation du terme globalization et son usage comme terme « fourre-tout » a accentué le débat académique. Il est maintenant admis que le terme désigne le développement de l'interdépendance au niveau mondial. À partir de cette définition générale chaque grand courant académique met l'accent sur la dimension qui lui paraît la plus pertinente. Par exemple, certains universitaires comme Manuel Castells se concentrent sur le lien entre les dimensions économiques et sociales. D'autres, comme John Urry (en), mettent l'accent sur la complexité croissante qui caractérise tous les échanges humains (économiques, culturels et politiques). Aussi, le terme et sa popularité sont liés aux problématiques de développement, comme le montre Jan Nederveen Pieterse et son concept d'hybridity. Les polémiques qui agitent le milieu universitaire anglophone reflètent l'existence d'un débat planétaire. Urry est anglais mais Castells est espagnol et Pieterse hollandais.
Le terme s'enrichit au cours du temps au point de s'identifier, d'après Robert Boyer, à une nouvelle phase de l'économie mondiale. Plusieurs définitions peuvent être distinguées. En 1983, Theodore Levitt désigne sous ce terme « la convergence des marchés qui s'opère dans le monde entier ». Le terme s'applique surtout à la gestion des multinationales et concerne exclusivement les échanges internationaux. Globalisation et technologie semblent façonner avec constance et résolution les relations internationales. Tout se passe comme si le « monde entier » constituait une entité unique vendant la même chose, de la même manière à des coûts relativement bas. La firme multinationale doit s'adapter aux différences nationales, mais seulement à regret, dans la mesure où elle n'est pas parvenue à circonvenir ou à recomposer les demandes spécifiques qui s'adressent à elles.
En 1990, Ken'ichi Ōmae applique la notion à l'ensemble de la chaîne de création de valeur (R&D, ingénierie, production, marchandisation, services et finance). La marche à la globalisation se fait par étapes : « Après avoir développé ses exportations à partir de sa base nationale, l'entreprise établit à l'étranger des services de vente, puis produit localement, puis ultérieurement accorde une maitrise complète à la filiale créée sur place. » Le processus est alors à son terme : l'intégration globale où les firmes d'un même groupe conduisent leur R&D, financent leurs investissements et recrutent leur personnel à l'échelle mondiale. Pour la grande firme multinationale, la globalisation pointe une forme de gestion totalement intégrée à l'échelle mondiale.

## Dimensions multiples
La genèse du terme explique que ce processus soit le plus souvent envisagé sous le seul aspect de la mondialisation économique, développement des échanges de biens et de services, accentuée depuis la fin des années 1980 par la création de marchés financiers au niveau mondial. Toutefois s'y ajoutent :
- l'aspect culturel qu'apporte l'accès d'une très large partie de la population mondiale à des éléments de culture de populations parfois très éloignées d'une part et aussi la prise de conscience par les pays développés dans leur ensemble de la diversité des cultures au niveau mondial[18].
- l'aspect politique que représente le développement d'organisations internationales et d'ONG[19].
- l'aspect sociologique de la mondialisation résumé par Zygmunt Bauman, sociologue et professeur émérite des universités de Varsovie et de Leeds : « La mondialisation est inéluctable et irréversible. Nous vivons déjà dans un monde d’interconnexion et d’interdépendance à l’échelle de la planète. Tout ce qui peut se passer quelque part affecte la vie et l’avenir des gens partout ailleurs. Lorsque les mesures à adopter ont évolué dans un endroit donné, il faut prendre en compte les réactions dans le reste du monde. Aucun territoire souverain, si vaste, si peuplé, si riche soit-il, ne peut protéger à lui seul ses conditions de vie, sa sécurité, sa prospérité à long terme, son modèle social ou l’existence de ses habitants. Notre dépendance mutuelle s’exerce à l’échelle mondiale (…) »[20]. L'évolution touche aussi de plus en plus aux identités et aux valeurs, c'est-à-dire à l'idéologie dans ses composantes socio-économique et socio-culturelle. Les espoirs qu'elle suscite - et sont parfois de l'ordre du fantasme[21] - sont aussi à la hauteur des désillusions provoquées par la crise économique persistante des années 2000. Le nouvel équilibre mondial qui se dessinait est ainsi remis en cause par ces nouvelles données économiques et la dépression du marché mondial qui touche d'abord l'Europe et dans une moindre mesure les États-Unis[22].
- l'aspect géographique : la mondialisation est une réalité spatiale qui est aujourd'hui largement étudiée par de nombreux géographes notamment Laurent Carroué. Elle ne correspond pas à une uniformisation du monde ou à la disparition des territoires mais plutôt à la double logique d'intégration-fragmentation qui entraîne une hiérarchisation et une polarisation très forte des territoires.
- l'aspect managérial de la mondialisation consiste en la localisation des toutes fonctions de l'entreprise (les firmes multinationales) à l'échelle mondiale en fonction du critère du coût de revient. L'effondrement du bloc communiste à partir de la chute du Mur de Berlin en 1989 a reconfiguré le marché mondial et l'a unifié au profit du libéralisme économique qui règne en maître dès lors sur la planète.

En toute rigueur, il conviendrait ainsi de parler « des » mondialisation« s », afin de distinguer le domaine considéré (économie, culture, politique) et la période historique envisagée.
La forme actuelle de la mondialisation de la fin du XXe siècle et du XXIe siècle repose sur deux facteurs essentiels :
- la faiblesse des coûts de transport au regard des écarts des coûts de production (au sens économique du terme), qui touche les biens matériels,
- la baisse des coûts de communication au niveau mondial, qui touche la diffusion sous forme numérique des informations, y compris financières.

En 2006, des chercheurs de l'École Polytechnique Fédérale de Zurich en Suisse proposent un indicateur composite visant à mesurer le degré de mondialisation économique et sociale d'un pays : l'indice de mondialisation KOF.

## Histoire
Si le terme « mondialisation » est récent, il désigne cependant différentes périodes de l'Histoire, dont certaines sont fort anciennes. La mondialisation -processus qui donne, selon la définition des dictionnaires, aux diverses activités et aspirations une « extension qui intéresse le monde entier » - a commencé depuis bien longtemps. Des milliers d'années avant que n'apparaisse la racine du mot « monde » ou « globe ». La mondialisation actuelle trouve des racines dans la réalité historique du XIXe siècle jusqu'à la Première Guerre mondiale ou même plus lointaines comme les tentatives d'unification du monde romain, de Charlemagne ou de l'Espagne de Charles Quint, assurant leur domination bien au-delà d'un pays, voire des frontières européennes.

### Préhistoire
Selon Nayan Chanda le processus de mondialisation commence avec les premiers mouvements de population qui émigrent à partir de l'Afrique centrale vers l'Europe en −40 000 et vers l'Asie en −60 000. La suite de l'histoire n'étant qu'une série de tentatives des populations ainsi dispersées de se rapprocher et d'échanger pour partager marchandises et expériences.

### Antiquité
Une seconde manifestation du processus peut être située à partir du IIe millénaire av. J.-C. le long d'une vaste zone commerciale s'étendant de l'Indus au monde minoen via les cités du Croissant fertile. Cette première tentative sera de courte durée du fait de l'arrêt des échanges commerciaux causé par l'irruption d'envahisseurs indo-européens à la fin du IIe millénaire av. J.-C. Une seconde tentative aura lieu à partir de la fondation de l'Empire perse qui permet d'établir un contact commercial indirect entre les colonies phéniciennes et grecques, et les cités indiennes, entre Gibraltar et le Gange. Les Grecs vont ainsi prendre pleinement conscience de l'étendue du monde comme le montrent les relations d'Hérodote, et, plus encore, de Ctésias de Cnide, médecin du grand roi perse.
Loin de mettre un terme à ce processus d'unification commerciale, culturelle et diplomatique du monde antique, la destruction de l'empire perse, et la formation des États hellénistiques va l'accroître sensiblement. Ainsi la « mondialisation » hellénistique partage-t-elle de nombreux traits communs avec celle du temps moderne :
- Le brassage des populations : à la suite des conquêtes d'Alexandre le Grand, les Grecs vont s'installer un peu partout dans l'empire perse (en particulier en Bactriane). En conséquence se créent des cités cosmopolites à l'exemple d'Alexandrie, peuplée de Grecs, d'Égyptiens, de Juifs et d'Orientaux.
- La constitution d'une culture mondiale : la koinè grecque devient la lingua franca, et la culture grecque devient culture universelle que s'efforcent d'acquérir les non-Grecs. S'y joint la constitution d'une World literature (la bibliothèque d'Alexandrie contenant des textes indiens et bouddhistes).
- L'intensification et la mondialisation des échanges : le commerce devient particulièrement florissant, essentiellement du fait qu'Alexandre y réinjecte les liquidités jusqu'alors thésaurisées par les Perses. D'autre part la quasi-disparition de toute autorité impériale met à mal les barrières douanières. Se manifestent ainsi nombre de phénomènes typiques d'une économie « mondialisée » : des Grecs installés en Inde confectionnant des bouddhas qui seront exportés jusqu'au Japon. Ainsi va se développer le commerce dit « au long cours ».
- Le multilatéralisme : constitution d'États plus ou moins égaux par leur taille et par leur force, ce qui entraîne une certaine émulation.
- L'innovation technique : grandes découvertes scientifiques et avancées techniques qui ne seront pas égalées avant longtemps à Syracuse et Alexandrie en particulier.
- Cependant, les techniques et les modes de transport sont traditionnels et les échanges concernent surtout les grands foyers de civilisation de l'Eurasie.

### Avant leXVIIesiècle
Les humains du XVIIe siècle ou des siècles antérieurs avaient des représentations du monde différentes des nôtres. La Terre était peuplée de moins de 700 millions d'habitants. Il n'est donc pas question de mondialisation. Des évènements politiques et culturels majeurs ponctuent l'Histoire :
- extension de l'Empire romain, unification de la Chine, grands mouvements de population,
- extension de l'Empire byzantin à partir du VIe siècle (empereur Justinien) ;
- formation de l'Empire carolingien aux IXe siècle-Xe siècle, extension musulmane ;
- ouverture de routes commerciales dès la fin du Xe siècle en Europe (cf. Pierre Riché, le terme Europe n'était pas encore employé), foires de Champagne au XIIe siècle, à cette époque, la Chine est florissante sous l'empire Song.
- les conquêtes de Gengis Khan, commencées en Chine en 1218 et poursuivies par ses descendants, ont conduit à la formation du plus grand empire terrestre contigu de l'Histoire ;
- la Chine lance entre 1405 et 1433 des expéditions vers l'Afrique (Amiral Zheng He) ;
- la Renaissance au XVe siècle s'accompagne d'échanges maritimes en Mer du Nord, en mer Baltique (Ligue hanséatique), et entre la Mer du Nord et les ports italiens en contournant l'Espagne. Au XVIe siècle suivront les grandes découvertes.

Ces changements s'accompagnent d'une extension considérable de l'espace connu ainsi que des échanges économiques, technologiques et culturels entre civilisations.
L'étude des échanges de biens de ces époques conduit à penser que l'historiographie du XIXe siècle a sous-estimé l'importance des échanges matériels et culturels entre civilisations éloignées jusqu'à la fin du Moyen Âge ; par exemple :
- la Route de la soie existait bien avant le XIIIe siècle ;
- la mise en évidence de liens commerciaux réguliers entre la région de la Baltique et Rome ;
- la découverte en Chine de vases grecs accrédite l'existence de mouvements mondiaux de biens et d'idées dès l'Antiquité ;
- les routes commerciales arabes ont eu un rôle essentiel dans l'islamisation de l'Afrique ;
- il y eut aussi des échanges entre l'Inde et le Monde arabe vers le IXe siècle, conduisant à l'introduction progressive en Europe du système de numération positionnel décimal à partir de l'an mille.

Aux XVe siècle et XVIe siècle, le mouvement de la Renaissance entraîne un grand bouleversement : l'imprimerie apparaît vers 1450, et les Européens lancent les grandes découvertes.
Pendant le Siècle des Lumières, la diffusion de la presse, la prise de conscience de l'héliocentrisme, l'industrialisation et la colonisation entraînent d'autres types de bouleversements, que Montesquieu analyse en ces termes : « Aujourd'hui nous recevons trois éducations différentes ou contraires : celle de nos pères, celle de nos maîtres, celle du Monde. Ce qu'on nous dit dans la dernière renverse toutes les idées des premières ».
À la même époque, la mondialisation devient possible grâce au développement de la marine marchande. Le travail des marins comme les produits transportés sont considérés par les classes dirigeantes comme des marchandises, ainsi que le notera l'économiste William Petty : « Le travail des marins et les cargaisons des navires sont toujours des marchandises exportées, un surplus qui, une fois retranché ce qui est importé, ramène de l’argent ». Ces marins travaillent de leurs mains (ils sont pour cette raison appelés « hands »), et ne possèdent que leur force de travail.

### Industrialisation

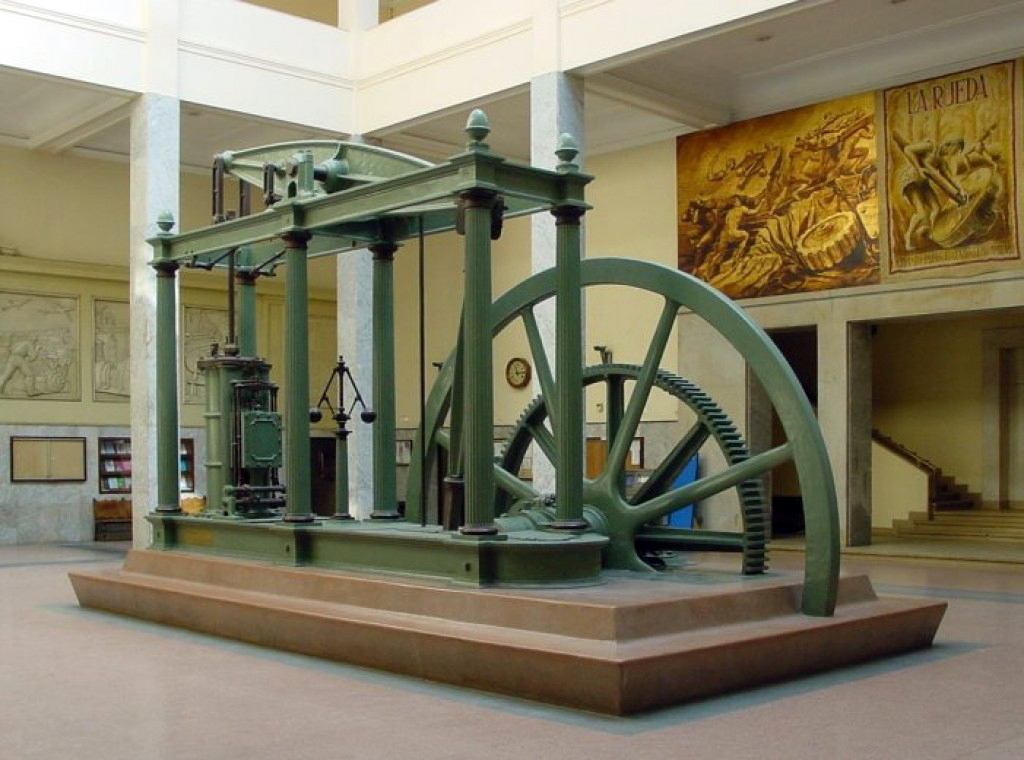
Machine à vapeur de Watt.

Le XIXe siècle qui, pour les historiens, va de la Révolution française à la Première Guerre mondiale, est marqué par l'essor de l'industrialisation. On note alors l'abaissement des coûts de transport, avec la généralisation de la machine à vapeur et celui des coûts de communication avec le télégraphe. Ces deux éléments permettent une meilleure intercommunication des différentes parties du globe et d'importants transferts de personnes, de biens et de savoirs. Le XIXe siècle voit aussi d'importants flux de population à l'échelle planétaire. En Europe, la Révolution agricole éloigne beaucoup de paysans de leur campagne. Les villes absorbent avec difficulté la hausse soudaine de la population du vieux continent qui quadruple entre 1750 et 1900, du fait de la baisse de la mortalité et de la Transition démographique. Les Européens migrent massivement à travers le monde (Amériques, Australie, Algérie…). Ces flux de population modifient en profondeur la répartition de la main-d'œuvre au niveau mondial.
Sur le plan économique, l'industrialisation rend possible le développement d'échanges de produits manufacturés entre pays industrialisés et en cours d'industrialisation. La colonisation entraîne des flux de matières premières depuis les colonies vers l'Europe. L'impact économique de ces échanges est cependant faible au regard de celui induit par les migrations mondiales. La colonisation a également pour effet d'intégrer l'essentiel de la planète dans un espace politique commun, et de favoriser des transferts financiers entre pays ainsi que vers les colonies.
Dans le domaine culturel, la multiplication des récits de voyage ou des modes comme l'orientalisme ou le japonisme montrent la montée en puissance dans l'imaginaire européen d'autres cultures, elles-mêmes souvent mises à mal par la colonisation. Jules Verne fait faire à Philéas Fogg Le Tour du monde en quatre-vingts jours, grâce au génie technique européen. À cette époque cependant, le mondialisme trouve une première expression d'ampleur sur le socle du marxisme avec la fondation des Internationales.
Dans le Manifeste du Parti communiste (1848), Karl Marx et Friedrich Engels décrivent la mondialisation en ces termes :

« Poussée par le besoin de débouchés toujours nouveaux, la bourgeoisie envahit le globe entier. Il lui faut s'implanter partout, exploiter partout, établir partout des relations.
Par l'exploitation du marché mondial, la bourgeoisie donne un caractère cosmopolite à la production et à la consommation de tous les pays. Au grand désespoir des réactionnaires, elle a enlevé à l'industrie sa base nationale. Les vieilles industries nationales ont été détruites et le sont encore chaque jour. Elles sont supplantées par de nouvelles industries, dont l'adoption devient une question de vie ou de mort pour toutes les nations civilisées, industries qui n'emploient plus des matières premières indigènes, mais des matières premières venues des régions les plus lointaines, et dont les produits se consomment non seulement dans le pays même, mais dans toutes les parties du globe. À la place des anciens besoins, satisfaits par les produits nationaux, naissent des besoins nouveaux, réclamant pour leur satisfaction les produits des contrées et des climats les plus lointains. À la place de l'ancien isolement des provinces et des nations se suffisant à elles-mêmes, se développent des relations universelles, une interdépendance universelle des nations. Et ce qui est vrai de la production matérielle ne l'est pas moins des productions de l'esprit. Les œuvres intellectuelles d'une nation deviennent la propriété commune de toutes. L'étroitesse et l'exclusivisme nationaux deviennent de jour en jour plus impossibles ; et de la multiplicité des littératures nationales et locales naît une littérature universelle.
Par le rapide perfectionnement des instruments de production et l'amélioration infinie des moyens de communication, la bourgeoisie entraîne dans le courant de la civilisation jusqu'aux nations les plus barbares. Le bon marché de ses produits est la grosse artillerie qui bat en brèche toutes les murailles de Chine et contraint à la capitulation les barbares les plus opiniâtrement hostiles aux étrangers. Sous peine de mort, elle force toutes les nations à adopter le mode bourgeois de production ; elle les force à introduire chez elles la prétendue civilisation, c'est-à-dire à devenir bourgeoises. En un mot, elle se façonne un monde à son image.
La bourgeoisie a soumis la campagne à la ville. Elle a créé d'énormes cités ; elle a prodigieusement augmenté la population des villes par rapport à celles des campagnes, et, par là, elle a arraché une grande partie de la population à l'abrutissement de la vie des champs. »

### XXesiècle

La mondialisation militaire vue des États-Unis : répartition géographique du commandement Interarmées de Combat. Cette présence globale permettant la projection de la puissance armée, sous la forme la plus adaptée à l'action requise par la géostratégie et la tactique, forme la base de l'ensemble des interventions militaires depuis 1947. Ce déploiement contribue pour beaucoup pour l'opinion publique mondiale dans la perception d'un Empire américain.

Les débuts du XXe siècle sont marqués par une relative méfiance à l'égard des échanges mondiaux, entraînant le repli de nombreux pays sur eux-mêmes au détriment du processus de mondialisation. Néanmoins, jusqu'en 1913, on a pu parler de "première mondialisation". Le phénomène commence dans le secteur où les échanges étaient les plus importants, celui de flux humains. En mettant en place des quotas à l'immigration (1911 pour les asiatiques, 1921 pour les autres populations), les États-Unis arrêtent brutalement le flux le plus important, tandis que les révolutions russes privent l'Europe d'un important partenaire commercial et financier.
Cependant les flux commerciaux et financiers redeviennent très importants dans les années 1920 et augmentent rapidement de 1924 à 1929 dans un contexte de libre échange, dépassant le niveau de 1913. La Bourse de Wall-Street, la plus importante, connait l'euphorie jusqu'à début septembre 1929, puis le krach.
Les banques américaines rapatrient alors leurs capitaux d'Allemagne et d'Autriche, entrainant une mondialisation de la crise. L'attentisme du président républicain Hoover ("Wait and See") ne permet pas de contrer l'extension de la crise et du chômage : un quart de la population active aux États-Unis, un tiers en Allemagne en 1932.
La plupart des pays érigent alors d'importantes barrières douanières dans le but de protéger leur économie dès le début des années 1930. Ce brusque cloisonnement des échanges matériels et financiers serait un facteur essentiel d'extension de la crise des années 1930, particulièrement pour les pays les plus dépendants. Il marque le point d'arrêt quasi total de la mondialisation. Le rejet de ce processus dépasse alors le simple plan économique pour s'étendre à la politique, avec l'effondrement de la Société des Nations et un refus des cultures étrangères et des étrangers eux-mêmes qui tourne souvent à la xénophobie.
Si le début du XXe siècle freine la mondialisation, la deuxième moitié du XXe relance et accélère ce processus. Après 1945, celui-ci reprend, de manière très inégale en fonction des domaines. Les politiques de reconstruction en Europe occidentale qui enclenchent « les 30 glorieuses » sont keynésiennes, interventionnistes et souvent protectionnistes, à l'image des États-Unis de Roosevelt qui sont devenus la superpuissance mondiale. La mise en place du bloc soviétique puis les décolonisations limitent aussi la portée des échanges de biens et de services. La mondialisation s'inscrit alors plutôt dans la création d'organisations internationales, ONU, Banque mondiale, FMI ou GATT, ainsi que dans la généralisation des produits de la culture des États-Unis, en particulier le cinéma. La mise en place du marché commun entre d'abord six pays d'Europe occidentale décidée par le Traité de Rome de mars 1957 va relancer la libéralisation des échanges. Mais cette libéralisation reste insuffisante pendant toute la période des trente glorieuses (1945- 1973) et n'a retrouvé son niveau du début du siècle que vers 1970 pour deux raisons. D'une part, la libre circulation des marchandises, des services, des capitaux et des hommes a été bloquée par le régime des changes fixes mis en place par les autorités monétaires qui ne se sont libéralisés qu'à partir de 1959. D'autre part, les recommandations du GATT (qui est devenu l'actuelle OMC) ont été appliquées partiellement et la levée des contraintes commerciales n'est devenue effective que vers 1968 à l'intérieur des six pays signataires du traité de Rome. Pour Pascal Lamy, l'invention du conteneur en 1958 puis Internet sont aussi à l'origine de la mondialisation actuelle,. Alors que le terme est déjà utilisé, ce n'est que vers 1971 que les échanges de biens retrouvent, en part du PIB mondial, leur niveau de 1910 et que reprend véritablement la mondialisation économique. Appuyée sur la baisse des coûts de transport, celle-ci désigne essentiellement le développement des échanges en biens manufacturés entre pays riches et nouveaux pays industrialisés (Corée du Sud, Taïwan, Brésil, Argentine…), qui représentent 80 % du commerce mondial. Au sein du COMECON, la planification favorise de même d'importants échanges de biens, mais beaucoup moins importants, largement isolés du reste du monde.
Au début des années 1980, de vastes zones géographiques (Afrique, essentiel de l'Asie) ainsi que les secteurs primaires (agriculture) et tertiaires (services) restent hors du processus de mondialisation économique, tandis que les flux de population restent faibles. Par ailleurs, l'amélioration des flux d'informations ainsi que l'assouplissement des lois portant sur l'investissement étranger favorisent la mise en place de marchés financiers d'échelle internationale. Pascal Lamy estime que l'autre invention majeure à l'origine de la mondialisation est internet et notamment son développement commercial à partir des années 1990,.

#### Altermondialisme
En 1989, après la chute du Mur de Berlin, Francis Fukuyama annonce la « fin de l’Histoire ». Plus personne n’ose remettre en cause la mondialisation et le système économique néolibéral. Pourtant, dès les années 1990, les premiers mouvements de contestation apparaissent. Cette opposition prend pour cible les grands sommets organisés par les institutions internationales. Les manifestations de Seattle seront le point d’orgue de cette mobilisation qui s’achève avec la crise/le krach des Subprime en 2007. À la suite de la crise économique de 2008 et aux cures d’austérité qui ont suivi, la mondialisation et le modèle néolibéral font l’objet de critiques de plus en plus virulentes par des groupements comme Les Indignés ou Occupy Wall Street.
Cette mondialisation est donc le fruit de choix idéologiques et politiques. Il y avait d’autres mondialisations possibles et il reste des utopies mondiales alternatives encore réalisables aujourd’hui.
En effet, il existe d’autres modèles de fonctionnement, comme le zapatisme au Mexique, un territoire entier géré de manière horizontale, décentralisée et autonome. La propriété est partagée et ce sont les habitants qui décident eux-mêmes de leur avenir politique. C’est un des seuls havres anticapitalistes qui existe encore aujourd’hui. Ce modèle est un contrepoint à la mondialisation par son aspect de gestion locale de la production, de la distribution et de la décision politique.
D’autres modèles sont évoqués sans parfois avoir d’existence concrète, comme le concept du juste-échange qui remplacerait celui de libre-échange. Ce dernier met en concurrence, sans aucun aménagement, des petites entreprises avec des multinationales, ce qui évidemment, favorise les acteurs dominants du marché. Ceux-ci peuvent aisément écraser ou avaler leurs concurrents, cette politique agressive étant même encouragée. Dans le juste-échange, l’idée est de baser l’échange commercial sur la coopération des différentes entreprises en vue d’amorcer une transition climatique.

## Débat sur la mondialisation
Aussitôt que la mondialisation s’est imposée comme phénomène planétaire, deux conceptions, « unitaire » et « conflictuelle et plurielle » s’affrontent autour de l’explication de ce phénomène.

### Conception unitaire
Selon la conception unitaire, la mondialisation évoque la notion d’un monde uni, d’un monde formant un village planétaire, d’un monde sans frontières. Ceci dans une approche géographique, idéologique ou économique. Cette conception est soutenue au moins en partie par des organisations internationales ou institutions internationales (notamment le FMI, l’OMC et autres), par le courant idéologique notamment du mondialisme. Elle est également partagée par quelques analystes.
Définir la mondialisation comme l’unification du monde signifie qu'il est question de l’interpénétration des cultures, des technologies et des économies (intégration dans l’économie mondiale). De ce fait, les expressions comme culture mondiale ou civilisation mondiale, gouvernance mondiale, économie mondiale, voire citoyenneté mondiale sont de plus en plus utilisées.
La conception qui définit la mondialisation comme l’unification du monde contient par ailleurs une position intellectuelle qui prône plus d’ouverture pour arriver à une paix mondiale, et pour certains auteurs une suppression totale des frontières. En revanche, même si cette conception présenterait l’avantage de créer dans l’homme le germe de l’espoir, elle resterait cependant restrictive dans la mesure où elle négligerait les autres manifestations de la mondialisation.

### Conception conflictuelle et pluraliste
Opposée à la conception unitaire, la conception conflictuelle et pluraliste considère la forme actuelle de la mondialisation comme une source de nos problèmes. Elle met en avant une approche de coopération plutôt que de mise en concurrence, qui est le principe de base de la forme actuelle de la mondialisation. Les partisans de cette conception se situent notamment dans les courants altermondialiste et antimondialiste. Elle est également partagée par quelques analystes indépendants. Les problèmes que pose cette approche de la mondialisation sont ceux de l'hétérogénéité, de l'incompatibilité, de la fragmentation et de l'intégration, de l'ordre et du désordre, de l'inégalité, de l'exclusion et de la solidarité, de la domination, de l'exploitation, des affrontements idéologiques et des relations humaines qui sont souvent régies par des rapports de force.
Cette conception présenterait selon ses tenants l’avantage d’appréhender un peu plus clairement les éléments divers de ce phénomène aux multiples aspects alors que la première s’articulerait autour d’un seul point de vue. Du fait d’être défendue par les altermondialistes, cette conception est généralement vue comme une théorie économique et sociale proche du socialisme, notamment parce qu'elle prend la défense des plus pauvres. La vision de l'altermondialisme est davantage de coopération que de mise en concurrence des populations.

## Économie

Lindice d'ouverture commerciale au cours de cinq siècles. Cet indice est défini comme la somme des exportations et importations mondiales, divisée par le PIB mondial. Chaque série correspond à une source différente.

L'évaluation des conséquences de la mondialisation économique comprend plusieurs volets, très contrastés selon la richesse du pays considéré.
Le caractère inéluctable ou naturel du processus de mondialisation est souvent mis en avant. Cependant, cette idée, présentée comme une « idée reçue » par les mouvements d’extrême gauche, peut être nuancée lorsque des économistes statisticiens s'intéressent de plus près aux aspects commerciaux et financiers du phénomène. En effet, d'une part « la part des exportations dans la production mondiale de 1913 ne sera dépassée qu'en 1970 et stagne depuis lors », et d'autre part « les mouvements nets de capitaux sont actuellement plus modestes qu'au début du XXe siècle ».
Ainsi, pour l'éditorialiste Martin Wolf, responsable des rubriques économies au Financial Times, « la mondialisation relève sinon d'un mythe, du moins d'un abus de langage ».

### Échanges de biens matériels
Le premier facteur explique la mise en place d'une division internationale du travail, puisqu'il peut être rentable de faire fabriquer une marchandise dans un pays pour la transporter et la vendre dans un autre. La généralisation de ce procédé à l'ensemble du processus de production (un bien est fabriqué en plusieurs étapes correspondant souvent à autant de pays différents) entraîne la croissance d'interdépendances économiques d'autant plus fortes que les échanges le sont. La France et l'Allemagne en sont un exemple. Ce phénomène constitue essentiellement une continuation de ce qui avait été amorcé au XIXe siècle.
Ce processus trouve sa contrepartie dans la volonté des pays les plus riches de diminuer les droits de douane existant entre eux ainsi que ceux portant sur leurs produits dans les pays moins industrialisés. Les négociations du GATT puis de l'Organisation mondiale du commerce voient ainsi une diminution considérable des barrières douanières ainsi que l'élargissement de ce processus à l'agriculture et aux services.

### Inégalités de revenus

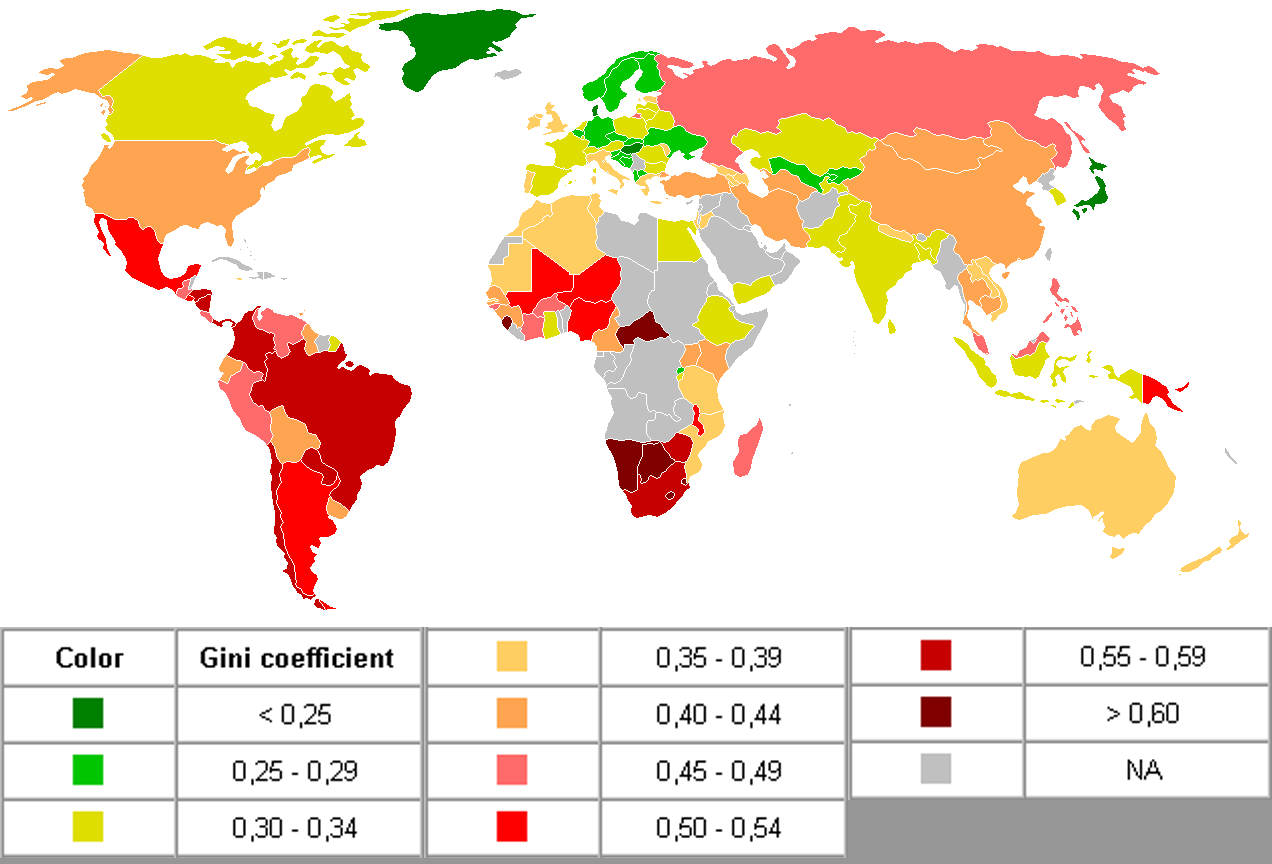
Inégalité des revenus au sein des pays, mesuré par le coefficient de Gini.

La mondialisation met en évidence des inégalités de revenus à l'intérieur des pays développés (dirigeants / employés, travailleurs qualifiés / travailleurs non qualifiés) et entre pays développés, pays en développement et pays pauvres. Encore, cette inégalité de revenus ne doit pas cacher le fait qu'elle reflète le plus souvent des différences considérables dans les modes de vie.
Bourguignon F. et C. Morrisson constatent, en étudiant les inégalités nationales et internationales (ces dernières sont déterminées par les inégalités nationales internes) sur la période allant de 1820 à 1992 en utilisant le coefficient d'inégalité de Theil que les inégalités augmentent à partir des années 1980-1990, bien que l'évolution n'est pas régulière pour le reste de la période étudiée (augmentation jusqu'à 1910, stabilisation de 1910 à 1950, reprise à partir de cette date, mais avec moins de vigueur). Dans ce domaine, les auteurs admettent, pourtant, que le rôle de la mondialisation n'est pas clair. L'exemple des Nouveaux pays industrialisés (NPI) du Sud-Est asiatique (Corée du Sud, Singapour, Taïwan et Hong Kong) est représentatif. La mondialisation et le rôle joué par leurs États respectifs ont été déterminants dans la réalisation du rattrapage économique dont ils sont les acteurs depuis les années 1960 seulement. Cet exemple prouve que les pouvoirs publics ont la possibilité de réduire les inégalités et que la mondialisation n'est pas coupable pour reprendre l'expression de Paul Krugman.

### Pays développés
Pour les pays développés, la mondialisation économique comporte deux bénéfices essentiels. Le premier profite au consommateur, qui a accès à un éventail plus large de biens (diversité) à un prix plus faible que s'ils étaient fabriqués dans le pays même. L'abondance de biens est un point fondamental de la société de consommation. Quantitativement, cet effet est considérable, et peut être appréhendé en additionnant les gains des consommateurs à l'achat de produits textiles chinois. Le second bénéfice profite aux détenteurs du capital, qui obtiennent un meilleur rendement de leurs capitaux. Les pays riches subissent en revanche la délocalisation de leurs industries intensives en main-d'œuvre peu qualifiée, ainsi que de la concurrence accrue entre pays riches eux-mêmes. Quantitativement jugés peu importants par certains, ces effets posent cependant des problèmes du fait qu'ils sont localisés, touchant particulièrement certains individus ou certaines régions, alors que les gains sont répartis sur l'ensemble de la population. La part de la population active en concurrence avec la main-d'œuvre peu qualifiée des pays en développement est estimée aux alentours de 3 % par certains auteurs, plus par d'autres.
Or, selon le professeur Richard Baldwin la nature de la mondialisation est en train de changer radicalement, en raison de la forte baisse des coûts de transport, communication et coordination. La concurrence internationale - qui était principalement entre les entreprises et les secteurs dans différentes nations - se produit maintenant de plus en plus entre les travailleurs individuels effectuant des tâches similaires dans différents pays (par exemple les architectes, comptables, maquettistes, informaticiens, etc.). Alors, un paradigme de plus en plus désagrégé est nécessaire pour mesurer l'impact sur les individus et les entreprises. De plus, selon le professeur Allan Blinder, la mondialisation est peut-être plus dommageable pour la classe moyenne que l'on pense, même si elle sera finalement bonne pour l'économie mondiale plus large<,.
Cependant, les niveaux scientifiques et technologiques de la Chine et de l'Inde se rapprochent très vite des standards occidentaux, et la qualité des télécommunications font que la concurrence directe des populations actives concerne maintenant les classes moyennes (délocalisation des centres d'appel par exemple), et les ingénieurs (tous les grands groupes de logiciels ont une antenne en plein essor en Inde),. Toutefois certains[source insuffisante] contestent ces études, leur objectivité, leurs auteurs et leurs conclusions. Ces opposants estiment pour leur part que la mondialisation n'a pas été porteuse de croissance en Europe, qu'elle aurait plutôt été génératrice d'iniquités et de dégâts environnementaux, de concurrence désastreuse (de leur point de vue) entre États en matière de réglementation, de protection sociale, de fiscalité et d'éducation, aboutissant à un dumping social et à l'inefficacité locale plus grande des mouvements sociaux (le pouvoir politique de proximité ne pouvant leur donner satisfaction que partiellement). Selon cette analyse la mondialisation ferait obstacle à l'amélioration du pouvoir d'achat et de l'emploi de la majorité des salariés et risquerait à terme de détruire les protections sociales mises en place dans les États développés.
Les pays en développement (PED) incluent plus de 80 % de la population mondiale. Leur développement social et économique a été divergent depuis 1960, rapide dans les NPI, lent dans les PMA, intermédiaire dans les autres.

### Tiers monde
Le terme de Tiers monde a été désigné en 1952 par Alfred Sauvy afin de faire la classification des Suds. Ainsi avec l’événement de la mondialisation et la domination économique libérale, une longue classification des pays a été faite selon des critères sociaux et économiques. De ce fait, nous remarquons sur ce classement des pays qui ont dominé l'économie mondiale parmi eux on peut citer les triades (les États-Unis, l'Union européenne, le Japon). Ces pays conservent 80% des firmes mondiales et jouent un rôle de domination économique, politique et culturelle.
Dans un autre plan la classification tourne autour des pays tiers que l’auteur essaye d’expliciter. Sur cette approche nous avons des Suds caractérisé par un ensemble de critères.
Cependant les BRICS (Brésil, Russie, Inde, Chine, Afrique du Sud) un lot des pays émergents qui bénéficient des IDE (investissements directs étrangers) étrangers et un fort capital économique pour les investisseurs. Ces pays appelés à la fois deuxième pôle économique après les triades ont connu une croissance économique très élargie après la Seconde Guerre mondiale.

### Nouveaux pays industrialisés (NPI)
Jusqu'à la crise asiatique de 1997-98, les nouveaux pays industrialisés (NPI) semblaient les grands gagnants de la mondialisation économique. Profitant d'une main-d'œuvre qualifiée et à faible coût, ils ont bénéficié d'investissements très importants en provenance de leur épargne propre et en partie des pays riches comme l'aide financière apportée au Japon par les États-Unis après la Seconde Guerre mondiale. Ils ont pu alors construire une économie moderne, un système de formation solide, achever leur transition démographique et sortir de la pauvreté de masse selon le critère du revenu par habitant. La crise asiatique a cependant montré l'étendue de leur dépendance à l'égard de marchés financiers prompts à l'emballement spéculatif comme à la panique.
Le bilan de la mondialisation économique pour ces pays est ainsi contrasté, avec d'un côté des NPI de première génération, comme la Corée du Sud ou Taïwan définitivement classés parmi les pays riches ; d'autres, Thaïlande, Philippines, ont eu du mal à se remettre de la volatilité des investissements, et d'autres encore bénéficient largement de certains aspects de la mondialisation au niveau du pays, mais avec une répartition très inégale de ces gains (Brésil, Chine). Tous ont connu une croissance économique par habitant assez rapide , voire très rapide ces quarante à soixante dernières années.

### Pays en développement intermédiaire
Ce sont les pays qui ne sont ni NPI, ni PMA. On peut distinguer trois sous-groupes.

#### Pays en voie d'industrialisation (PVI)
Leur transition démographique est relativement avancée et les exportations de produits manufacturés prédominent. Leur croissance est relativement rapide depuis 15 à 30 ans. Cependant le PIB par habitant en parité de pouvoir d'achat (PPA) reste inférieur à la moitié de la moyenne mondiale : Vietnam, Asie du Sud, un peu moins du quart de la population mondiale.

#### Pays exportateurs de pétrole (environ 7% de la population mondiale)
Le montant des exportations de pétrole par habitant détermine leur niveau de PIB par habitant en PPA. On distingue des pays à revenu élevé (Koweit…), à revenu intermédiaire (Iran, Algérie…),et à revenu faible (Nigeria…).

### Pays moins avancés (PMA)
Sur le plan économique, les Pays les moins avancés (PMA) sont les pays les plus pauvres. Ils ont les PNB par habitant et l'Indice de développement humain (IDH) les plus faibles. Ils incluent au total environ 12 % de la population mondiale et sont majoritairement situés en Afrique subsaharienne intertropicale, puis en Asie du Sud et du Sud-Est. Ils restent largement en dehors du processus de mondialisation moderne et le plus souvent d'industrialisation. Celui-ci requiert en effet des institutions stables, un respect du droit de la propriété privée, une absence relative de corruption ainsi qu'un certain développement humain (santé et éducation) que ne présentent pas la plupart de ces pays. Beaucoup ont subi des guerres civiles parfois internationalisées. Leur ressource économique principale, l'agriculture, reste dominée par les stratégies protectionnistes des pays riches. Les recettes d'exportation de produits primaires, dont les prix sont fixés en grande partie dans les bourses de matières premières (Chicago, Londres), connaissent des fluctuations économiques très importantes, ce qui handicape la capacité de financement du développement. La Transition démographique et le développement économique sont plus rapides dans le groupe des PMA d'Asie du Sud et du Sud-Est que dans celui d'Afrique subsaharienne.

## Finances

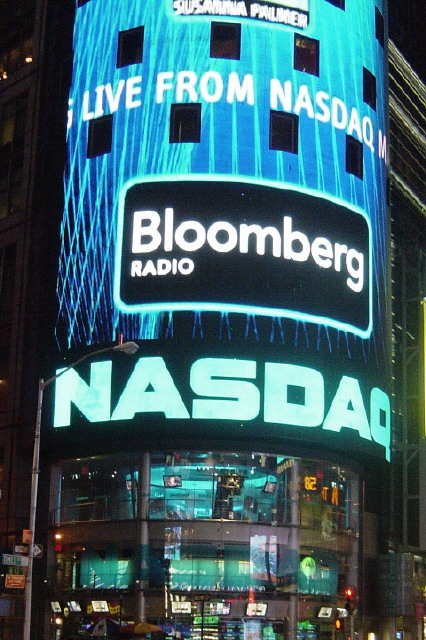
Le NASDAQ, sur Times Square de nuit (New York).

Après la Seconde Guerre mondiale les marchés financiers étaient réglementés nationalement et cloisonnés, avant de vivre 35 ans après une globalisation. Sous l'influence des différents acteurs mais aussi du FMI et de la Banque mondiale (consensus de Washington) les marchés ont subi une triple évolution dite « les trois D » : déréglementation (abolition des contrôles des changes et des restrictions aux mouvements de capitaux), désintermédiation ou accès direct des opérateurs aux marchés financiers sans passer par des intermédiaires et décloisonnement (éclatement des compartiments qui existaient). À partir de la fin des années 1970 un marché intégré des capitaux s'est peu à peu mis en place à l'échelle mondiale.
Au-delà des aspects géographiques c'est donc une nouvelle logique financière qui s'est instaurée, c'est pourquoi les spécialistes parlent plutôt de « globalisation » financière que simplement de mondialisation. On[Qui ?] peut dire qu'aujourd'hui[Quand ?] une sphère financière globalisée existe eu sein de l'économie mondiale. La mondialisation introduit une explosion sans précédent dans l'histoire des flux financiers à l'échelle du monde, qui est engendrée en grande partie par les facilités d'échanges informatiques sur la toile. La globalisation financière a favorisé le financement des entreprises et celui des balances des paiements. En supprimant les obstacles à la circulation du capital elle a donné une impulsion sans précédent aux marchés financiers. Force est cependant de constater que les vrais gagnants au jeu de la finance internationale moderne sont surtout les firmes multinationales, les Trésors publics, les établissements de crédit et les investisseurs institutionnels.
Les principaux risques liés au développement des marchés financiers sont :
- La volatilité des marchés s'est accrue, entraînant une instabilité des taux d'intérêt et des taux de change[52] ;
- Les risques systémiques engendrés soit par des pertes économiques importantes ou par une perte de confiance se transmettent plus facilement à l'ensemble de l'économie (théorie des dominos).

La globalisation financière a donné naissance à des risques nouveaux en engendrant des instabilités nouvelles. La question de la maîtrise de cette globalisation se pose aujourd'hui avec acuité car les États et les institutions (FMI, Banque_mondiale…) ont montré leur impuissance lors de crises importantes,. Au-delà des risques nouveaux engendrés par la globalisation financière, de nouveaux acteurs apparaissent également. Les Hedge funds notamment sont des acteurs financiers opaques dans leur fonctionnement et complexes dans leurs relations avec les autres acteurs. N'ayant pas de définition légale, les économistes Aglietta, Khanniche et Rigot définissent les hedge funds à travers un ensemble de caractéristiques : l'absence de contraintes dans le champ des investisseurs, la multiplicité des stratégies, le dopage de rendement par l'effet de levier (endettement), les commissions de rémunération asymétriques et le recours à l'autorégulation,.
Cependant, si d'un côté, la globalisation financière, fondée sur la logique spéculative, correspond très majoritairement à des aller-retour très rapides entre pays, à la milliseconde, de capitaux à très court terme ("hot money"), de l'autre côté l'épargne nationale continue de financer l'essentiel de l'investissement national (capitaux à moyen long terme) dans les pays peuplés (plus de 95 % de la population mondiale) en dehors des paradis fiscaux.

## Culture

L’anglais dans le monde. En bleu foncé, les pays où l'anglais est officiel ou de facto officiel. En bleu clair, pays où il est langue officielle (sauf au niveau provincial au Québec) mais pas la première langue parlée.

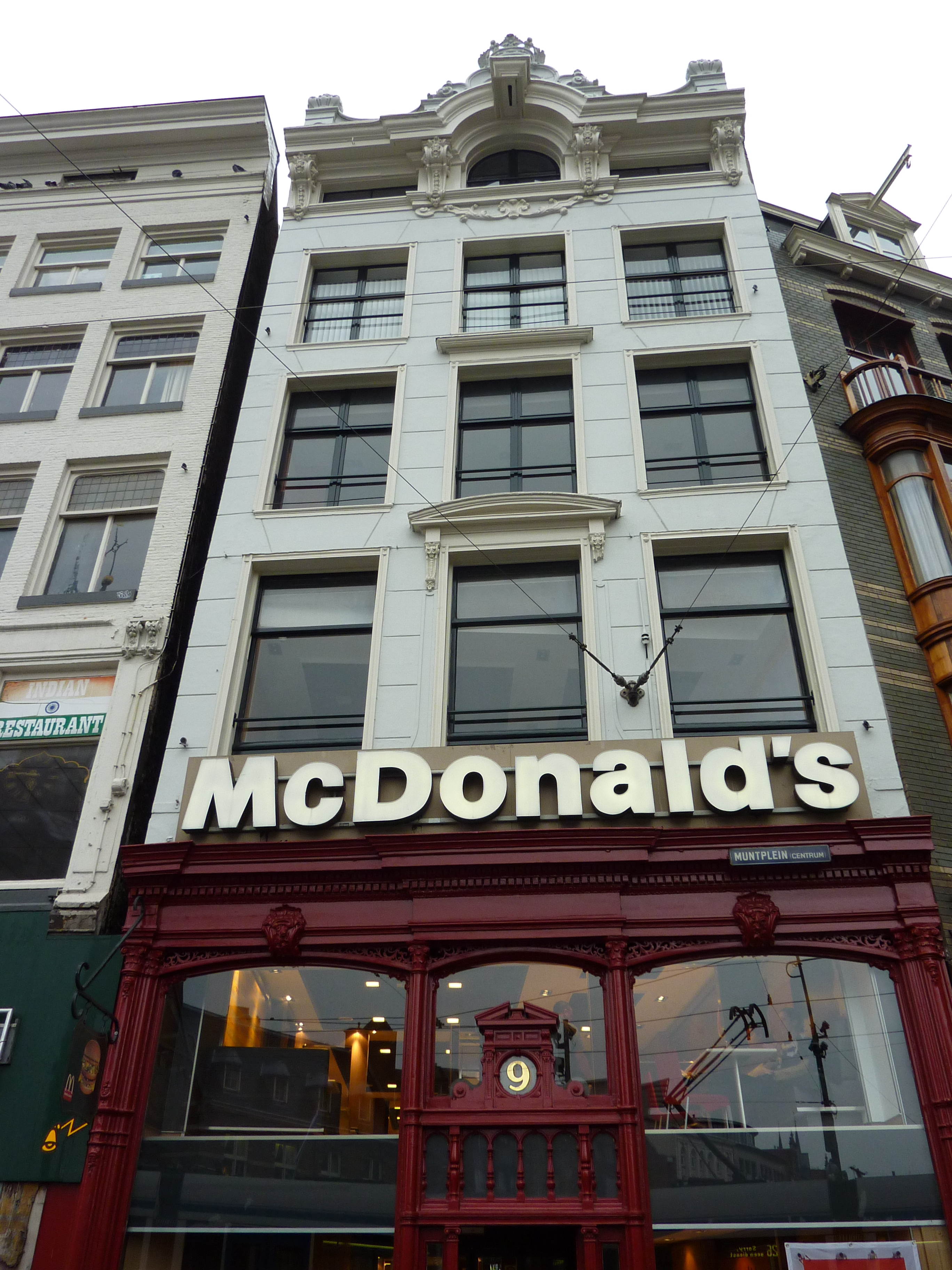
Une maison historique d'Amsterdam reprise par McDonald's : on parle désormais par néologisme de Mcdonaldisation de la société.

L'accès d'un nombre croissant d'individus à des réseaux d'information et de communication communs conduit à deux effets :
Le premier est une prise de conscience accrue de la diversité culturelle et de l'interdépendance de l'ensemble des individus. Du fait de la multiplication des sources d'information, cela s'exprime par une meilleure connaissance de l'environnement et des enjeux mondiaux. Le patrimoine culturel mondial change de visage : L'Unesco en dresse une image plus documentée (liste Mémoire du monde) et plus vivante (patrimoine culturel immatériel de l'humanité). Des cultures minoritaires (amérindiens, bushmen) ont ainsi pu trouver une visibilité nouvelle, tandis que les questions à dimension internationale voient la montée en puissance des ONG comme acteurs de premier plan. De même, le fort brassage des courants religieux et philosophiques a stimulé l'œcuménisme et le dialogue interreligieux. Mais inversement, des communautarismes identitaires fondés sur un refus du relativisme et l'affirmation de la supériorité d'une culture sur les autres, se sont développés de manière concomitante.
Le deuxième est l'émergence d'une sorte de « culture commune » marquée notamment par le recours à un « anglais de communication » (parfois appelé globish, pour global english), version appauvrie de la langue anglaise, des références culturelles américaines ou occidentales portées par des produits culturels (cinéma, musique, télévision, informatique) ou des modes de vie (sports occidentaux, cuisine italienne, japonaise). Certains y voient un risque d'appauvrissement de la diversité culturelle, voire la domination d'une certaine conception des rapports économiques et sociaux. Le terme de civilisation universelle est en soi objet de polémique. Certains auteurs, y compris dans le monde anglo-saxon, n'hésitent pas à parler d'un impérialisme linguistique de l'anglo-américain.
Certains auteurs n'hésitent pas à évoquer une conflictualité, une guerre d'influence véhiculée par la culture, en vue d'accroître la suprématie idéologique et socio-économique des protagonistes[réf. nécessaire]. D'autres comme Bruno Bernard dans l'Export facile pour Pme-Pmi donne la francophonie comme un atout majeur pour les francophones mais qui est souvent négligé par les francophones eux-mêmes.

### Accusation d'hégémonie
Selon Jean Sévillia, la mondialisation contemporaine marque l'hégémonie du modèle américain sous plusieurs aspects. Il décrit cette mondialisation comme : « une idéologie conçue à l'image des États-Unis. Une théorie faite pour une société marchande, transparente, mobile, sans racines, sans frontières, où l'argent est roi et l’État lointain ».
Ces évolutions convergentes tendent vers une idéologie mondiale dominante marquée par les concepts de liberté des échanges et de démocratie politique, qui serait le seul garant de cette liberté, impliquant une interdépendance entre les deux. La mondialisation est ainsi considérée comme un nouveau messianisme auquel se raccrochent tous « les oubliés de la croissance » et le quart monde des pays développés, particulièrement touchés par la crise économique.
Vincenzo Cicchelli et Sylvie Octobre pointent tout de même l’émergence d’une nouvelle compétition pour l’hégémonie culturelle. Les États-Unis ne sont plus les seuls sur le marché culturel, ils sont concurrencés par l’Asie. La Chine est le premier exportateur de biens et services culturels depuis 2013, pour un montant de plus de 60 milliards de dollars, soit plus du double des exportations américaines. Il y a aussi une diversification des exportateurs culturels avec l’émergence de la Turquie et de l’Inde par exemple. L’augmentation importante de la diffusion de la culture sud-coréenne appelée Hallyu remet également en question cette suprématie américaine. Cette évolution de la concurrence mondiale culturelle peut être qualifiée de “multiplicité décentralisée”. Il faut aussi considérer les GAFAM et les réseaux sociaux qui ont un impact culturel encore plus important que les États-Unis : ils diffusent rapidement et à l'échelle quasi mondiale des produits culturels contenant des valeurs sociales et politiques, contenus appropriables car populaires, facilement accessibles ou produits par des consommateurs eux-mêmes. Le modèle américain ne détient plus le monopole en ce qui concerne l'hégémonie culturelle.

### Changement de représentation
La mondialisation, qui s'accompagne d'enjeux de développement durable, correspondrait au début d'un nouveau cycle historique. Le philosophe Michel Foucault parle d'épistémè pour une conception du monde. Notre époque correspondrait selon lui à un nouvel Épistémè, qu'il qualifie d'Hypermodernité.
L'historien René Rémond pense qu'il existe des cycles dont les caractéristiques sont le changement des représentations du monde, conduisant à de nouvelles représentations sociales, le changement des modes de diffusion de l'information et de la connaissance, la lecture scientifique des textes fondamentaux, et la remise en honneur de la culture antique… Par exemple, la Renaissance des XVe et XVIe siècles fut une période de remise en honneur des auteurs grecs et latins ; elle étendit la redécouverte de la culture antique à l'art et aux techniques, et apporta l'imprimerie. Le siècle des Lumières vit un changement important de représentation du monde avec la « révolution copernicienne ». L'époque contemporaine voit aussi se former des représentations du monde différentes avec les nouvelles théories cosmologiques ou le développement d'Internet.
Depuis la fin des années 1980, l'émergence des théories de la mondialisation a entrainé une transformation profonde de la manière d'envisager l'internationalisation des médias. Avant la fin des années 1980, les médias étaient considérés comme un vecteur d'uniformisation alors qu'après ces années ils étaient plus considérés comme un générateur de diversité culturelle. Le géographe David Harvey établit que le choc pétrolier de 1973 a eu des répercussions sur la mondialisation culturelle à la suite des mutations qu'a connues le capitalisme mondial. On passe d'un système d'accumulation fordiste caractérisé par une production et une consommation de masse à un système d'accumulation flexible caractérisé par les innovations, la prise en compte des consommateurs et des modes éphémères. Ce second système, selon David Harvey, est considéré comme générateur de diversité culturelle. Des notions sont théorisées pendant ces années telle que la notion de créolisation de l'anthropologue Ulf Hannerz. Il critique la vision alarmiste d'une homogénéisation culturelle : la créolisation est le processus de fusion et de mélange des cultures pour créer quelque chose de nouveau. Il nous dit que "les cultures comme les langues ne sont pas pures et homogènes". Le chercheur Tristan Mattelart critique ces théories, il trouve que leurs auteurs surestiment a capacité des flux médiatiques à générer de la diversité culturelle tout en sous-estimant les logiques hégémoniques qui les animent.
Il reste que pour certains, la mondialisation est une opportunité à saisir : « il est indispensable de décentrer notre regard » et sortir d'une vision de l'Histoire racontée au travers du prisme européen ou occidental. Il faut donc repenser la boîte à outils des historiens et des géographes en évitant que s'y glisse un « redoutable passager clandestin » celui de l'ethnocentrisme. Aujourd'hui, de grands récits continentaux, chinois, indien, latino-américain, arabe, africain se font jour. L'histoire mondiale ne peut être la somme de ses parties : « Elle doit tenir compte des nombreux métissages que les contacts ont produits, mais aussi ceux qui ont été empêchés ».

### Prédominance de l'anglais
La mondialisation s'accompagne de la domination d'une « langue anglo-américaine », qui se manifeste avec acuité sur internet. En 1996, il y avait une présence largement majoritaire de l'anglais sur internet, avec 75 % des pages web dans cette langue. En 2003, cette proportion a baissé à 45 %, selon un rapport de l'Unesco. En 2019 il y a 57% de la population mondiale qui a accès à Internet et il y a donc une diversification croissante des langues. En 2017, l'anglais n’est plus employé que par 26,3 % des internautes, à comparer à 20,8 % pour les locuteurs chinois. Les cinq autres grandes langues européennes (espagnol, russe, allemand, français, portugais) et le japonais totalisent à elles six 21,5 %. Avec l'arabe, ces 9 langues sont lues au total par environ les trois quarts des internautes Cela n'empêche pas la grande majorité des 6 000 langues du monde de ne pas être représentée sur internet.
La domination d'un anglais mêlant influences américaines et britanniques est telle que certains auteurs, y compris dans le monde anglo-saxon, n'hésitent pas à parler d'impérialisme linguistique. Des organisations altermondialistes dénoncent le tout-anglais, qu'elles considèrent comme une manifestation de l'impérialisme linguistique américain, la langue anglaise étant alors un vecteur de la mondialisation néo-libérale. La domination de l'anglais se manifeste aussi fortement à travers l'influence hégémonique américaine dans les domaines clé économique, financier, scientifique, informatique, ainsi que dans les divertissements tels que la musique ou le cinéma. Cette influence tend à propager la langue anglaise ou à favoriser les emprunts lexicaux, notamment des anglicismes, dans d'autres langues.
Cette domination de l'anglais se fait sentir jusque dans les institutions européennes, et particulièrement à la Commission européenne. Depuis l'élargissement de l'Union européenne de 1995, l'usage de l'anglais a dépassé celui du français dans les institutions. En 2001, 56,8 % des pages reçues par la Commission européenne étaient écrites en anglais, 29,8 % en français, 4,3 % en allemand et 8,8 % dans les huit autres langues communautaires, et ce bien que seulement 11,6 % de la population de l'Union européenne soit anglophone, contre 12 % de francophones et 18 % de germanophones. Les données chiffrées concernant les besoins de traduction de documents de la Commission européenne décrivent aussi clairement la modification de la hiérarchie des langues : 1970 français (fr) 60 %, allemand (de) 40% ; 1989 : fr 49 %, de 9 %, anglais (en) 30 %, autres langues 3 % ; 2000 fr 33 %, en 55 % ; 2017 fr 2%, en 84 %.
"L'anglais est une langue très difficile" selon le linguiste Claude Hagège, demandant en général plus de 10 000 heures pour bien la maîtriser selon Claude Piron, sans empêcher des relations inégales entre locuteurs natifs et non natifs, ce qui à l'ère de la "révolution de la communication" est un handicap. Dans le Rapport Grin commandé par le ministère de l'Education nationale sur "l'enseignement des langues comme politique publique" dans l'Union européenne, l'économiste des langues François Grin préconise l'enseignement de l'espéranto au côté des autres langues. Cette langue est " au moins huit fois plus facile que n'importe quelle autre langue" selon le secrétaire général adjoint de la Société des nations Nitobe Inazō et de plus est une bonne langue propédeutique qui facilite l'apprentissage des autres langues.
Selon l'UNESCO, sur les 6 000 langues parlées dans le monde, 3 000 sont actuellement en danger. Au XXIe siècle, la diversité linguistique est de plus en plus menacée, compte tenu du temps nécessaire pour bien maîtriser la langue dominante. Au travers de différents projets, comme la promotion du multilinguisme et de l'espéranto comme langue de communication auxiliaire équitable, des acteurs tentent de lutter contre cette domination linguistique.

## Institutions et politiques
La mondialisation, accordant dans son mode de régulation un primat à l'international sur le national, peut être lue comme une accélération d'un phénomène mondial d'intégration économique commencé dès le XVIe siècle, processus inégal sur le plan géographique et progressif à l'échelle temporelle. Elle crée de nouveaux défis d'organisation institutionnelle et de répartition des pouvoirs politiques à l'échelle du monde, et met en question les conceptions classiques du système international.
Les outils traditionnels de la politique publique, fiscalité et réglementation, perdent de leur efficacité dans un environnement mondialisé. Leur application demande alors la coopération de plusieurs États, toujours délicate à obtenir et à maintenir. La mondialisation génère des agents économiques, des moyens d'information et des flux financiers dont l'ampleur échappe au contrôle de la structure des États-nations. De ce fait, la plupart des gouvernements déplorent leur impuissance grandissante face à ces phénomènes tant que les relations internationales ne sont pas réglées par d'autres règles que l'intérêt des États. Au niveau européen, il faut noter l'existence d'une certaine volonté d'harmoniser les comptabilités nationales, en vue de définir une typologie normalisée des agents économiques en unités institutionnelles et en secteurs institutionnels.
Au sortir de la Deuxième Guerre mondiale, des institutions supranationales ont donc vu le jour. Certaines ont une vocation politique comme l’ONU ou le G7, d’autres ont une vocation économique comme l’OMC, le FMI, la BM ou l’UE.
Malgré l’offre institutionnelle diversifiée, la gouvernance globale soutient la mondialisation et prône des logiques néolibérales. Certaines institutions comme le FMI ou la BM vont jusqu’à obliger des États à appliquer les recettes néolibérales en échange de prêts bancaires. Comme cette doctrine économique est défendue au sein de la gouvernance mondiale, il est très difficile pour un État ou une communauté d’États de mettre en place un système différent.[réf. nécessaire]
L'accélération récente de la mondialisation entraîne une diversification et une autonomisation des acteurs transnationaux. Elle impose aux organisations internationales (Banque mondiale, FMI, OCDE, Forum de Davos, G8) de redéfinir leurs discours et leurs actions. Des ONG (organisations non gouvernementales) tentent de combler ce vide, mais elles manquent de légitimité pour prétendre représenter les citoyens du monde. Elles sont souvent marquées par des idéologies partisanes et souffrent d'un grand manque de transparence dans leur fonctionnement comme dans leur action. De leur côté, les syndicats ont compris l'intérêt d'aborder la question du travail selon une approche mondialisée, en se regroupant dans une Confédération syndicale internationale.

### Nouveau défi pour les États-Nations
La croissance du poids des entreprises multinationales dans la production mondiale met sous pression les espaces économiques nationaux du fait de l'extrême mobilité dont elles bénéficient pour localiser leurs actions de commerce, d'investissements, de financement, de R&D. Via le processus de mise en place de la mondialisation les entreprises les plus internationalisées peuvent circonvenir les règles statiques posées par les États-nations ou le régime international traditionnel (accords de Bretton Woods). De la sorte, les décisions réputées appartenir au domaine de la gestion des entreprises se répercutent sur l'architecture du système international : « On passe de la micro à la macro-économie, des règles de bonne gestion privées à l'établissement des politiques économiques et à la construction ou la redéfinition des institutions internationales. […] Souvent, les tenants de la mondialisation soulignent le caractère irréversible des tendances à l'œuvre tant les politiques traditionnelles des gouvernements sont devenues impuissantes face aux stratégies des grandes firmes ».

### Recomposition de l'espace territorial
Cette définition est la plus générale et la plus systémique : la mondialisation marquerait une rupture nouvelle entre l'ancienne « économie inter-nationale » et une nouvelle « économie globalisée ». Dans cette dernière, les économies nationales seraient décomposées et ré-articulées au sein d'un système de transactions et processus opérant directement au niveau international.
« D'une part les États-nations […] et gouvernements perdraient toute capacité à influencer les évolutions économiques nationales, au point que les institutions centralisées héritées de l'après-guerre devraient céder la place à des entités régionales ou urbaines, points d'appui nécessaire du réseau tissé par les multinationales ».
« D'autre part les divers territoires soumis à ce nouveau modèle deviendraient fortement interdépendants au point de manifester des évolutions synchrones, à défaut d'identiques, en tout état de cause en voie d'homogénéisation. Adieu donc aux compromis politiques nationaux et à la notion même de conjoncture locale. »

## Aspects humains et sociaux
En 2020 environ 3,5 % de la population mondiale vivent en dehors de leur pays d'origine. C'est environ 250 millions de migrants qui ont quitté leur pays d'origine, sur 7,7 milliards d'habitants dans le monde. La plupart des migrants vont dans des pays proches. Les femmes et les hommes vivent ou subissent différemment la mondialisation.

### Dumping
La liberté de production permet également, aux entreprises, d’établir leurs outils dans les États ayant les droits les moins protecteurs pour leurs travailleurs ou dans les États ou la main d’œuvre est moins chère.
Enfin, tout comme la production, la mondialisation permet aux multinationales d’installer leur siège social dans un pays où la législation fiscale ne taxe pas ou peu les entreprises.

### Migrations
Les flux humains de migration permanente sont les grands oubliés de la mondialisation. En 2002, les États-Unis accueillaient le nombre d'immigrants le plus important de son histoire mais leur proportion au regard de sa population est moindre que celle des années 1920. Dans l'ensemble du monde, les mouvements de population sont quantitativement faibles. La mobilité internationale durable reste le sort des plus défavorisés[réf. souhaitée], déplacés par les guerres, ou l'apanage des mieux formés à la recherche de la meilleure rémunération pour leurs compétences.

### Tourisme

Top 10 des pays touristiques en 2001.

La hausse de niveau de vie, le développement du temps libre et la baisse des coûts de transport ont largement contribué au développement du tourisme international qui est passé de 25 millions de personnes en 1950 à 500 millions en 2000, à 900 millions en 2008, et un milliard à la fin de 2012. Une concurrence mondiale entre destinations touristiques est apparue.
Toutefois, le tourisme international est essentiellement composé de ressortissants de pays riches visitant d'autres pays riches (les pôles récepteurs et les pôles émetteurs). Le tourisme en direction des pays pauvres est le plus souvent concentré sur un petit nombre de localisations, avec un effet assez faible sur le développement d'ensemble du pays d'accueil. Cependant, il faut aussi considérer que les arrivées de tourisme aux pays émergents et en voie de développement se sont élevées à 459 millions en 2011. De fait, le tourisme est la première ou la deuxième source de recettes d'exportation dans 20 des 48 pays les moins développés du monde.

## Écologie

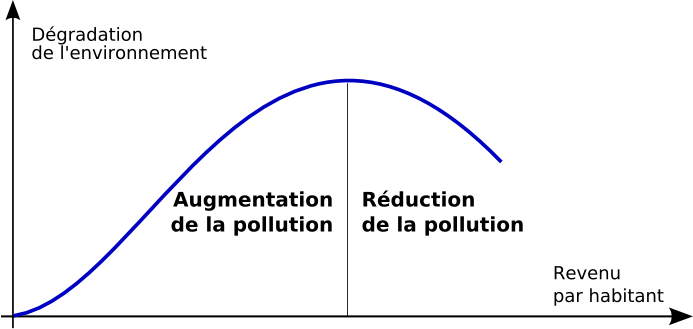
La « courbe environnementale de Kuznets ».
La description de ce phénomène controversé constaté dans les pays riches, voire certains pays en voie de développement comme la Chine récemment, est permise par une courbe en U inversé (pollution locale en ordonnée et revenu par habitant en abscisse)

Les risques écologiques sont également en partie globalisés et menacent les grands équilibres. Certains aspects des crises écologiques prennent une dimension mondiale, notamment le changement climatique et ses différentes caractéristiques : effet de serre, risque de perturbation des courants marins, perte de biodiversité, déforestation, etc. La prise de conscience de la crise écologique a poussé les scientifiques à penser l'écologie globalement, selon la formule de René Dubos (« penser globalement, agir localement ») : les experts de l'écologie globale parlent d'écosphère et de biosphère, notamment. Poussés par les ONG, les dirigeants du monde se réunissent lors de sommets de la Terre pour définir des politiques de développement durable. Ces politiques ont des transpositions sur les territoires et les entreprises, cherchant à croiser les trois aspects que sont l'environnement humain, le social, et l'économique.
Certaines approches tendent à appréhender les risques globalement selon leurs caractéristiques écologiques, sociales ou économiques : protocole de Kyoto, modèles climatiques et travaux du GIEC, normes sur les risques globaux (se traduisant par des bases de données mondiales accessibles sur la Toile), etc.
Comme l’environnement est considéré comme une simple ressource sans qu’il soit nécessaire de le préserver, l’exploitation des matières premières et du vivant détruit l’écosystème planétaire.
L'accès à l'eau potable et à l'assainissement, qui conditionne la santé des populations, est très inégalement réparti dans le monde. On estime que, en 2015, 11 % de la population mondiale, soit 844 millions d’individus, n’a pas accès à l’eau potable. L'eau dans le monde devient un enjeu géopolitique, qui a poussé les Nations unies à définir en 2015 des objectifs de développement durable pour l'eau potable et l'assainissement (parmi 17 objectifs).
Avec la liberté d’établissement de la production, les multinationales ont le droit de localiser leurs productions polluantes dans les pays ayant une législation peu protectrice de l’environnement. Elles peuvent aussi exporter leurs déchets dans des pays peu regardants sur la dangerosité de ceux-ci.
La prise de conscience de l'unicité de la planète face aux problèmes des ressources est une caractéristique fondamentale de la fin du XXe siècle et du début du XXIe siècle. Plusieurs événements ont en effet marqué ce début de millénaire sur les plans économique, écologique et sociétal. Les questions écologiques engagent désormais la responsabilité des entreprises. Elles trouvent leur expression dans le développement des Organisations non gouvernementales (WWF, Médecins sans frontières, etc.), qui deviennent des interlocuteurs des entreprises, parmi d'autres parties prenantes. Ces enjeux de mondialisation entraînent la nécessité de politiques d'innovation, dans lesquelles les connaissances et la propriété intellectuelle ont encore plus d'importance que les outils de communication pure.

## Information

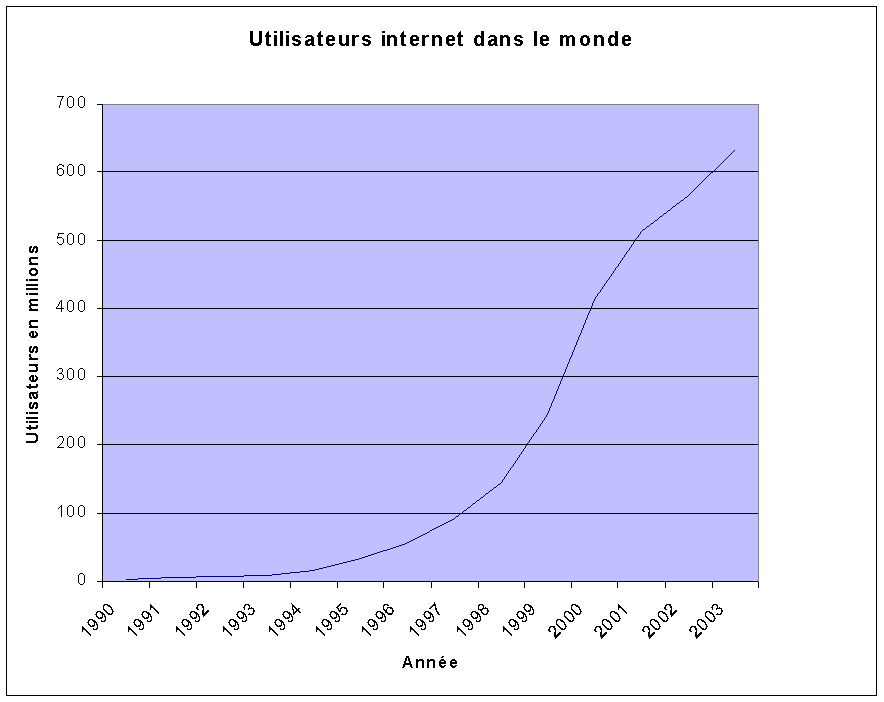
Utilisateurs d'Internet dans le monde.

La grande nouveauté de la mondialisation du début du XXIe siècle est la mise en place de technologies de l'information (TIC), en sources ouvertes ou fermées, à l'échelle mondiale, centralisées via l'avènement de géants de l'internet comme Google, par l'intermédiaire desquelles l'exposition à des produits culturels étrangers (dessins animés japonais, cinéma indien, danses d'Amérique du Sud…) n'est plus le privilège d'une élite.
Parmi les conséquences de cette mutation technologique, une plus grande internationalisation des marchés de capitaux, mouvement qui s'était déjà accéléré dans les années 1960 et 1970 les capitaux circulant sans l'intermédiation des banques en permettant l'établissement de marchés financiers intégrés au niveau international. Autre conséquence, la financiarisation et un développement encore accru des entreprises multinationales et transnationales qui jouent sur la meilleure information sur les différences de coûts entre les pays, en particulier celles qui viennent du Brésil, de Russie, d'Inde, et de Chine.
Ce mouvement s'est conjugué avec la diffusion de l'informatique grand public, le phénomène « Internet » et d'une façon plus générale des « NTIC », générant comme le prévoyait déjà McLuhan dans les années 1970, un accès pratiquement instantané à l'information. Néanmoins la propriété de la majorité des médias est concentrée dans les mains de groupes industriels et financiers en général privés, mais étatisés dans certains pays, qui peuvent souvent orienter l'information dans le sens de leurs intérêts.

## Santé
Dans le domaine pharmaceutique, selon l'Académie nationale de médecine, l'Inde et la Chine produisaient déjà en 2011 80 % des principes actifs des médicaments utilisés pour fabriquer les médicaments vendus en Europe. En délocalisant massivement en Asie la production des médicaments génériques, certains laboratoires pharmaceutiques « n'hésitent pas à contourner les règles de bonnes pratiques dans la fabrication des génériques, devenue très coûteuse ». Selon David Simonet, « la qualité des produits devient plus difficile à assurer et impose aux autorités compétentes des efforts importants en termes d’inspection sur place ».
La pandémie de Covid-19 a révélé au grand jour la dépendance des pays développés vis-à-vis de pays émergents tels que la Chine et l'Inde en produits sanitaires (masques, médicaments…).
La production massivement délocalisée de médicaments génériques et de vaccins, par des industriels attirés par une main-d'œuvre bon marché, de faibles taxes et une règlementation environnementale peu exigeante, peut avoir dans certains cas des effets nocifs sur l'environnement et la santé des populations locales, comme on peut l'observer pour le complexe pharmaceutique Hyderabad Pharma City en Inde dont la construction a été décidée en 2018,.